# Koniunktura (film)
Koniunktura (wł. La congiuntura) – włosko-francuski film komediowy z 1965 roku w reżyserii Ettorego Scoli, który wraz z Ruggero Maccarim współtworzył również scenariusz. W rolach głównych wystąpili Vittorio Gassman, Joan Collins oraz Jacques Bergerac.

## Obsada
- Vittorio Gassman jako Giuliano
- Joan Collins jako Jane
- Jacques Bergerac jako Sandro
- Hilda Barry jako Dana
- Pippo Starnazza jako Francesco
- Dino Curcio jako Salerno
- Aldo De Carellis jako Eduardo
- Alfredo Marchetti
- Halina Zalewska jako Luisetta (jako Alina Zalewska)
- Ugo Fangareggi jako złodziej
- Maurice Rosemberg
- Paolo Bonacelli jako Zenone
- Renato Montalbano jako Dino
- Marino Masé jako Angelo
- Adolfo Eibenstein jako Enrico

## Produkcja
Zdjęcia kręcono we Włoszech i w Szwajcarii w następujących lokacjach według regionów:
- Lacjum (Rzym, Fiumicino);
- Liguria (Santa Margherita Ligure i Rapallo w prowincji Genua);
- Lombardia (Lavena Ponte Tresa w prowincji Varese);
- Toskania (Florencja);
- kanton Ticino (Lugano, Melano, Mendrisio)[2].